# سنته (مجارستان)
سنته (به مجاری:  Szente) یک شهرداری در مجارستان است که در ناحیه رتشاگ واقع شده‌است. سنته ۷٫۵۳ کیلومتر مربع مساحت و ۳۶۵ نفر جمعیت دارد.